# Liste der Monuments historiques in Guercheville
Die Liste der Monuments historiques in Guercheville führt die Monuments historiques in der französischen Gemeinde Guercheville auf.

## Liste der Bauwerke
| Bezeichnung                       | Beschreibung | Standort | Kennzeichnung | Schutzstatus | Datum | Bild           |
| --------------------------------- | ------------ | -------- | ------------- | ------------ | ----- | -------------- |
| Kirche Notre-Dame-de-l’Assomption |              | (Lage)   | PA00087024    | Classé       | 1947  | weitere Bilder |

## Liste der Objekte

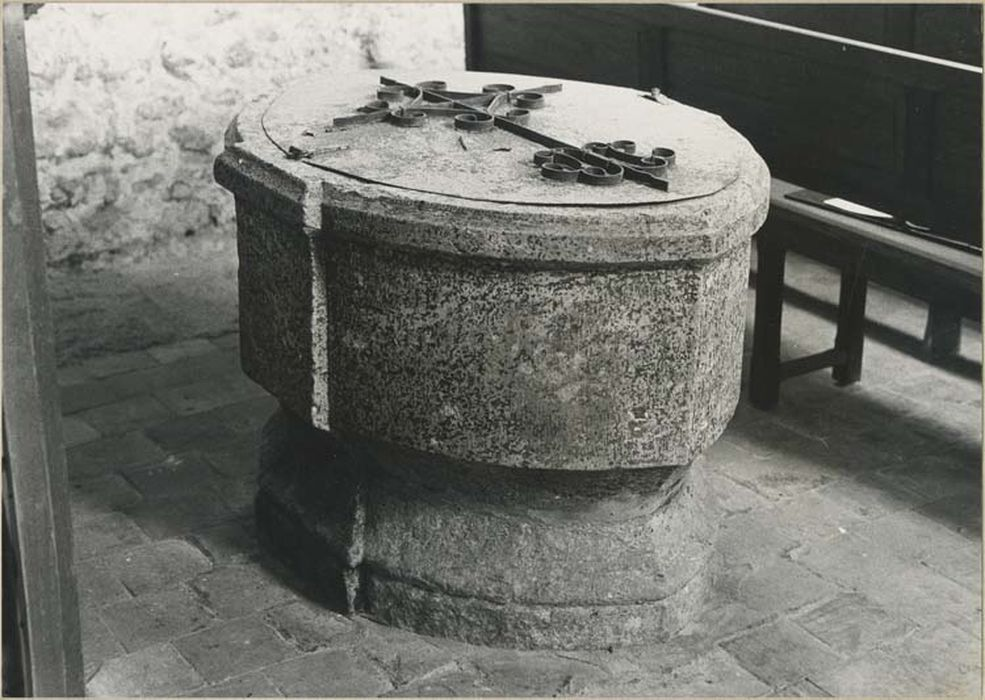
Taufbecken aus dem 16. Jahrhundert in der Kirche Notre-Dame-de-l’Assomption

- Monuments historiques (Objekte) in Guercheville in der Base Palissy des französischen Kultusministeriums